# Muralha de Londres
‎

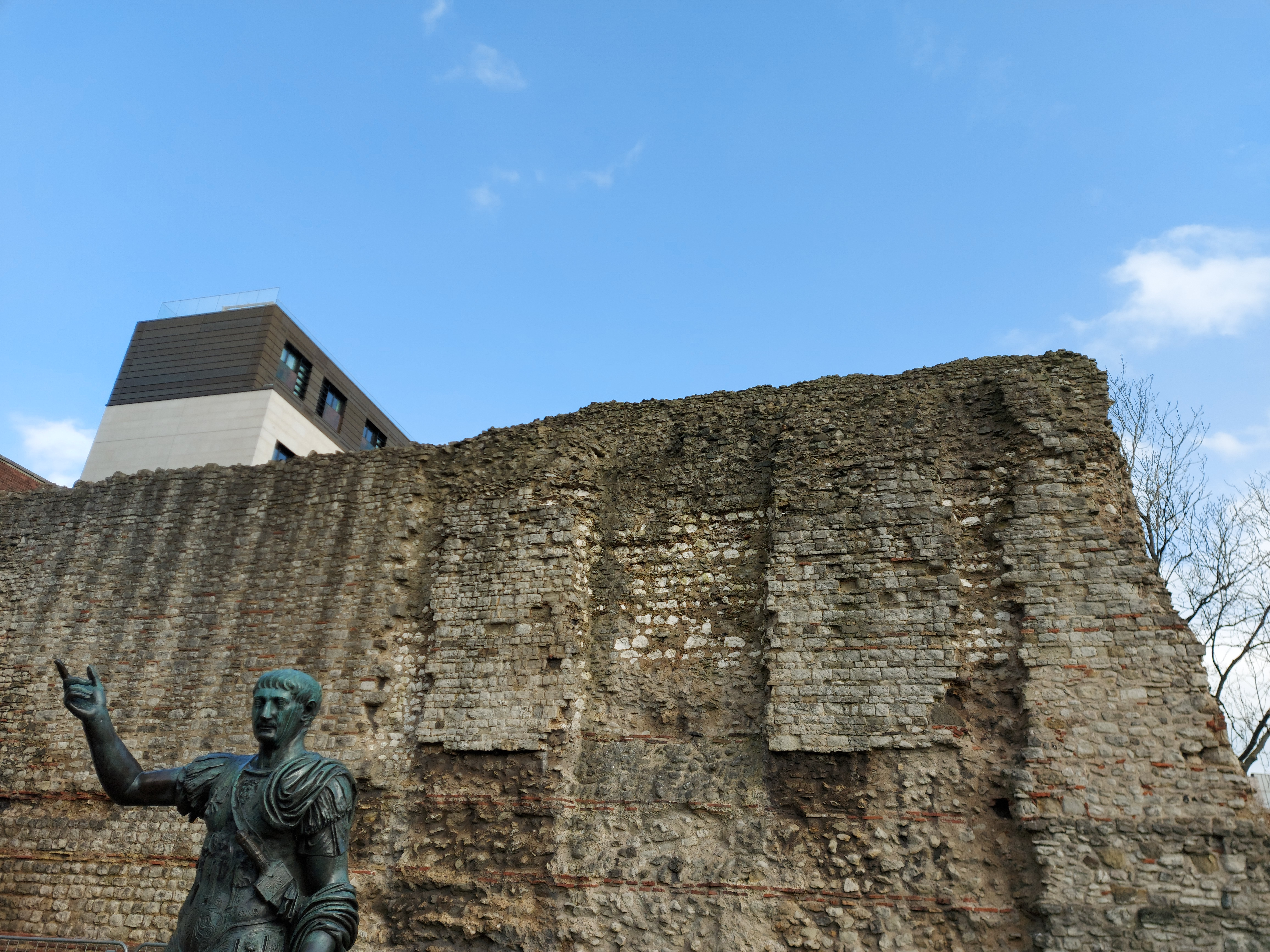
Seção remanescente do Muro de Londres

A muralha de Londres foi uma parede defensiva construída pelos romanos em volta da cidade portuária estrategicamente importante de Londínio em c. 200. Tem origens como uma parede de monte inicial e vala de c. 100 e um forte inicial, agora chamado de forte Cripplegate depois do portão da cidade que foi posicionado dentro de sua parede norte mais tarde, construído em 120-150 onde foi então expandido por construtores romanos em uma cidade. ampla defesa. Com o tempo, conforme a influência romana diminuía com a partida do exército romano em c. 410, sua retirada levou ao seu abandono, como o poder político na ilha se dispersou durante o período de Heptarquia (sete reinos) da Inglaterra anglo-saxã. Desde a conquista de Guilherme, o Conquistador, sucessivas restaurações medievais e reparos a sua utilização foram realizadas. Essa muralha definiu amplamente os limites da cidade de Londres até o fim da Idade Média, quando a população aumentou e o desenvolvimento das cidades ao redor da cidade turvou o perímetro.
Eventos como a Guerra das Rosas também contribuíram para o desenvolvimento da muralha. Isso pode ser visto em fragmentos de parede nos tijolos característicos usados para aumentar sua altura através dos tijolos de padrão de fralda característicos da época Tudor e ameias adicionadas. Ao longo de sua existência, a muralha serviu a muitos propósitos, como fortificação, controle da população e atuação como um limite cerimonial para a cidade.
A partir do século XVIII, a expansão da Cidade de Londres viu grandes partes do muro demolidas, incluindo os portões da cidade, a fim de melhorar o fluxo de tráfego; ou incorporados em edifícios novos ou existentes. Com o tempo, partes da muralha foram perdidas durante esse desenvolvimento, embora os esforços arqueológicos e de preservação da Segunda Guerra Mundial em diante tenham ajudado a conservar seções da muralha da cidade como monumentos marcados.